# Avril 1909

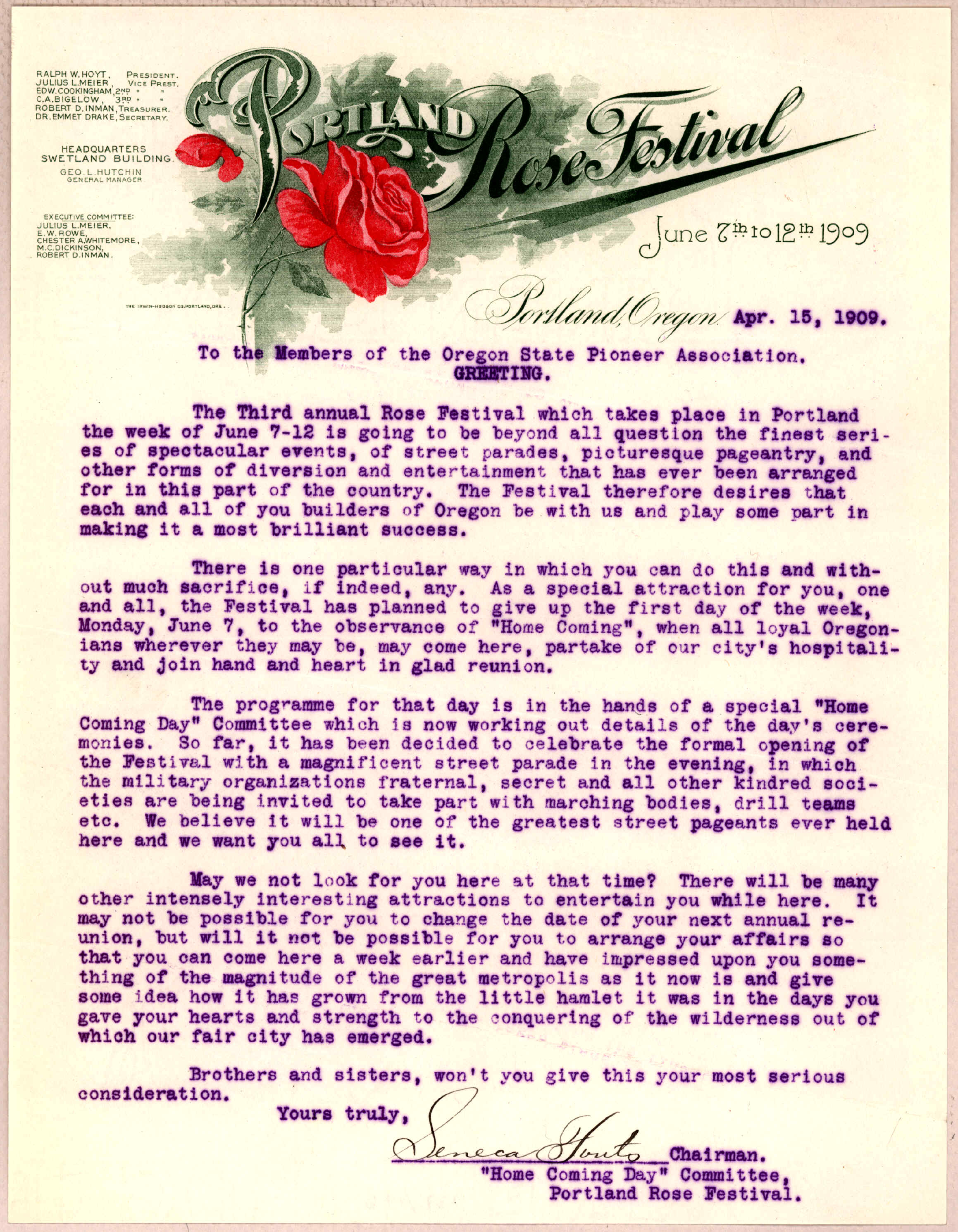
festival rose des lettres Portland Oregon avril 1915

## Événements
- Henri Farman réalise le premier vol d'un Farman III, premier avion entièrement dessiné par les frères Farman.

- 6 avril : Robert Peary atteint le pôle Nord après sept tentatives infructueuses avec Matthew Henson et quatre Inuits. Une polémique s'ensuit avec Frederick Cook qui affirme avoir atteint le pôle le 22 avril 1908.
- 10 avril, France : loi sur les HLM.
- 11 avril : fondation de Tel-Aviv, première ville juive en Palestine.
- 18 avril : béatification de Jeanne d'Arc par le pape Pie X.
- 19 avril : l’Empire ottoman reconnaît l’indépendance de la Bulgarie.
- 23 avril : le Français Legagneux signe le premier vol en avion à Vienne (Autriche) sur un « Voisin ».
- 24 avril : Wilburg Wright est à Rome et effectue un vol avec l'ambassadeur des États-Unis en Italie en présence du Roi d'Italie.
- 27 avril : début du sultanat ottoman de Mehmed V Resad qui succède à Abdülhamid II (fin en 1918).
  - Abdülhamid II intrigue pour reprendre le pouvoir. Il fait exciter par ses agents le fanatisme des musulmans, faisant courir le bruit que la législation « chérié » allait être abolie. En avril, la foule se soulève à Constantinople. Le Comité « Union et Progrès » se réfugie à Salonique et le sultan redevient maître du pays. À la suite de troubles survenus à Adana, les massacres de chrétiens s’étendent à toute la Cilicie. Vingt-cinq mille d’entre eux, Arméniens pour la plupart, sont victimes de massacres. L’armée intervient à nouveau. Le 3e Corps marche sur Constantinople, prend la ville et dépose Abdülhamid II pour lui substituer son frère. Le Comité « Union et Progrès » est rappelé. Abdülhamid II et emprisonné à Salonique (1910).
  - Après la révolution, les éléments turcs du gouvernement s’attachent à « turquifier » l’administration, la justice et l’enseignement, ce qui provoque la désaffection de beaucoup d’Arabes.

## Naissances
- 6 avril : George Isaac Smith, premier ministre de la Nouvelle-Écosse († 19 décembre 1982).
- 17 avril : Jules Théobald, supercentenaire français († 5 octobre 2021).
- 22 avril : André Girard, résistant français († 1993).
- 28 avril : Arthur Vööbus, théologien et historien estonien († 25 septembre 1988).
- 29 avril : Daniel Mayer, personnalité politique française, († 1996).
- 30 avril : Juliana des Pays-Bas, reine des Pays-Bas († 20 mars 2004).

## Décès
- 8 avril : Helena Modjeska, actrice polonaise (° 12 octobre 1844).
- 16 avril : Ivan Pranishnikoff, peintre, illustrateur et archéologue russe (° 3 mai 1841).
- 10 avril : Algernon Swinburne, inventeur du roundel